# 錫納斯 (密蘇里州)
錫納斯（英語：Senath）是位於美國密蘇里州鄧克林縣的城市。

## 人口
根據2020年美國人口普查的數據，錫納斯的面積為4.98平方千米，皆為陸地。當地共有人口1593人，而人口密度為每平方千米320人。